# All Killer No Filler
All Killer No Filler — дебютний студійний альбом канадського гурту Sum 41. Виданий 8 травня 2001 року лейблом Island Records. Платівка була комерційно успішною, а її загальні продажі по всьому світі склали більше трьох мільйона копій. Саме після All Killer No Filler гурт Sum 41 став популярним. 
Загальна тривалість композицій становить 32:43. Альбом відносять до напрямку панк-рок
поп-панк.

## Список пісень
Слова Дерик Віблі, крім тих випадків де зазначено інше. 
| #   | Назва                                      | Тривалість |
| --- | ------------------------------------------ | ---------- |
| 1.  | «Introduction to Destruction» (Стів Джокс) | 0:37       |
| 2.  | «Nothing on My Back»                       | 3:01       |
| 3.  | «Never Wake Up»                            | 0:49       |
| 4.  | «Fat Lip» (Дерик Віблі/Стів Джокс)         | 2:58       |
| 5.  | «Rhythms»                                  | 2:58       |
| 6.  | «Motivation»                               | 2:49       |
| 7.  | «In Too Deep»                              | 3:27       |
| 8.  | «Summer **»                                | 2:49       |
| 9.  | «Handle This»                              | 3:37       |
| 10. | «Crazy Amanda Bunkface»                    | 2:15       |
| 11. | «All She's Got»                            | 2:21       |
| 12. | «Heart Attack»                             | 2:49       |
| 13. | «Pain for Pleasure» (Jocz)                 | 1:42       |
| 14. | «Makes No Difference **» (UK bonus track)  | 3:11       |